# Maximilian Emmanuel Fremaut
Maximilian Emmanuel Fremaut (* 30. Oktober 1725 in Menen, Belgien; † 31. August 1768 in Villesse, Gradiska) war ein österreichischer Hydrauliker, Wasserbauingenieur, Direktor der Wiener Baudirektion und Kommerzienrat.

## Leben und Wirken
Maximilian Emmanuel Fremaut entstammte einer französischen Adelsfamilie aus den Niederlanden. Nach dem Studium der Hydrotechnik an der Universität Leyden arbeitete er vorerst als Wasserbauingenieur in Brüssel.
Nachdem Fremaut bereits in den Niederlanden erste Erfolge bei der Wiederherstellung der 1752 abgesunkenen Slyckenser Seeschleuse mitgewirkt hatte, kam er 1757 nach Wien, wo er in den Dienst der Monarchie trat.
Fremaut wurde 1758 von Graf Karl Cobenzl ins Banat gerufen, um mit seiner aus den Niederlanden mitgebrachten Erfahrung, das Projekt der Regulierung der Wasserläufe der Temesch und der Bega durchzuführen. Dieses Projekt wurde von Fremaut zwischen 1758 und 1761 begonnen und später von seinen Schülern Carl Alexander Steinlein (* 1733, † 1810) und Johann Theodor Kostka  (* 1734, † 1807) fertiggestellt.
Zu dem Projekt gehörten folgende Wasserbauarbeiten:
- ein Schleusensystem  bei Coștei und bei Topolovăț zwischen Bega und Temesch
- die Regulierung des Begakanals und die Verbesserung des Temeschlaufs
- die Beseitigung der Hochwassergefahr durch die Bega speziell bei Temeswar
- die Umleitung des Begakanals außerhalb der Festung
- die Trinkwasserversorgung Temeswars
- die Schiffbarmachung des Begakanals für den Güterverkehr und für den Personentransport.

Diese hydrotechnischen Arbeiten waren von besonderer Bedeutung und hatten positive Auswirkungen auf die sozioökonomische Entwicklung des Banats.
Die Trockenlegung der Banater Sümpfe, die teilweise große seichte Binnenseen bildeten, war eines seiner größten Verdienste.
Von 1761 bis 1768 führte Fremaut die Trockenlegung des Alibunarer Sumpfgebietes durch. Das Projekt wurde erst 1773 durch Kostka beendet.
Außerdem wirkte er als Wasserbauingenieur in Aquileja, im Breisgau, Dubowatz, Elbegebiet, Eschtal, Laibach, Tirol, Triest, Slawonien, Rheinland und Mosonmagyaróvár (damals Ungarisch-Altenburg).
Ab 1763 war Fremaut Oberbaudirektor der Wiener Baudirektion und Kommerzienrat.
Am 1. September 1768 verstarb Fremaut an den Folgen des Sumpffiebers. Er wurde in der St.-Rochus-Kirche in Villnöß beigesetzt.